# RB VCARB 01
Az RB VCARB 01 egy Formula–1-es versenyautó, amelyet az RB Formula One Team versenyeztetett a 2024-es Formula–1 világbajnokság során. Pilótái Cunoda Júki és Daniel Ricciardo voltak, valamint az amerikai nagydíjtól kezdve az utóbbi helyére beülő Liam Lawson.

## Áttekintés
A korábban AlphaTauri, még korábban Toro Rosso néven versenyző csapat a 2024-es idényre már megújulva nevezett be. Ennek oka az volt, hogy az AlphaTauri ruhamárka népszerűsítése nem vált be, és az eredmények is egyre rosszabbak voltak, ami miatt felmerült az alakulat eladásának lehetősége is. Az átcímkézés keretein belül új főszponzor, a Visa és a CashApp személyében, mely stabilabb anyagi hátteret adott, emellett pedig szorosabbra fűzték a technikai együttműködést a Red Bull csapatával.
A csapat jelentős átalakulásokon ment át, távozott többek között a kezdetektől jelen lévő Franz Tost is, helyette Laurent Mekies lett a csapatfőnök. Részben Angliába helyezték át a székhelyüket, Bicesterbe illetve a Red Bull mellé, Milton Keynes-be. Az első és hátsó felfüggesztést, valamint a váltókat a Red Bulltól, a motorokat a Honda RBPT-től kapták.
A pilótafelálláson nem változtattak a szezon elején, az autót 2024 februárjában mutatták be Las Vegasban. Külsőre feltűnő módon hasonlított a Red Bull RB18 és RB19 autókra, ahogy a vonórudas első felfüggesztést is átvették a Red Bull-tól, valamint az oldaldobozok kialakítását is. A szezon elején néhány, még az AlphaTauri AT04-esről magukkal hozott elemet is használtak, jelentősen átalakítva.
A csapat sokkal jobban kezdte az évet, visszatértek az alkalmi pontszerzők közé, de ez főleg Cunoda teljesítményének volt köszönhető. Ricciardo egyedül a miami sprintfutamon tudott egy meglepően jó eredményt elérni, de többnyire a legjobb tízbe sem fért be. Emiatt a szingapúri futamot követően (ahol megfutotta a verseny leggyorsabb körét) megváltak tőle, és Liam Lawson ült be a helyére.
Szingapúrban különleges, farmermintás festést használtak.

## Eredmények
| Év   | Csapat          | Motor          | Gumik | Pilóták          | Futamok | Futamok | Futamok | Futamok | Futamok | Futamok | Futamok | Futamok | Futamok | Futamok | Futamok | Futamok | Futamok | Futamok | Futamok | Futamok | Futamok | Futamok | Futamok | Futamok | Futamok | Futamok | Futamok | Futamok | Pontok | Helyezés |
| Év   | Csapat          | Motor          | Gumik | Pilóták          | BHR     | SAU     | AUS     | JPN     | CHN     | MIA     | EMI     | MON     | CAN     | ESP     | AUT     | GBR     | HUN     | BEL     | NED     | ITA     | AZE     | SIN     | USA     | MXC     | SAP     | LVG     | QAT     | ABU     | Pontok | Helyezés |
| ---- | --------------- | -------------- | ----- | ---------------- | ------- | ------- | ------- | ------- | ------- | ------- | ------- | ------- | ------- | ------- | ------- | ------- | ------- | ------- | ------- | ------- | ------- | ------- | ------- | ------- | ------- | ------- | ------- | ------- | ------ | -------- |
| 2024 | Visa CashApp RB | Honda RBPTH002 | P     | Cunoda Júki      | 14      | 15      | 7       | 10      | KI      | 7 8     | 10      | 8       | 14      | 19      | 14      | 10      | 9       | 16      | 17      | KI      | KI      | 12      | 14      | KI      | 7       | 9       | 13      | 12      | 46     | 8.       |
| 2024 | Visa CashApp RB | Honda RBPTH002 | P     | Daniel Ricciardo | 13      | 16      | 12      | KI      | KI      | 15 4    | 13      | 12      | 8       | 15      | 9       | 13      | 12      | 10      | 12      | 13      | 13      | 18      |         |         |         |         |         |         | 46     | 8.       |
| 2024 | Visa CashApp RB | Honda RBPTH002 | P     | Liam Lawson      |         |         |         |         |         |         |         |         |         |         |         |         |         |         |         |         |         |         | 9       | 16      | 9       | 16      | 14      | 17 †    | 46     | 8.       |

- † – Nem fejezte be a futamot, de rangsorolva lett, mert teljesítette a versenytáv 90%-át.
- Kis számmal jelezve a sprintfutamon elért helyezés, ha az pontszerzéssel járt együtt.
- Cunoda a miami sprintfutamon 1 pontot gyűjtött.
- Ricciardo a miami sprintfutamon 5 pontot gyűjtött.

## Fordítás
Ez a szócikk részben vagy egészben  a   RB VCARB 01 című angol Wikipédia-szócikk ezen változatának fordításán alapul.  Az eredeti cikk szerkesztőit annak laptörténete sorolja fel. Ez a jelzés csupán a megfogalmazás eredetét és a szerzői jogokat jelzi, nem szolgál a cikkben szereplő információk forrásmegjelöléseként.